# Кулач, Владислав Игоревич
Владисла́в И́горевич Ку́лач (укр. Владислав Ігорович Кулач; 7 мая 1993, Донецк, Украина) — украинский футболист, нападающий одесского «Черноморца». Играл за молодёжную сборную Украины.

## Биография
С 2006 года выступал в чемпионате ДЮФЛ за донецкий «Олимпик-УОР». С 2009 года начал привлекаться к матчам юношеских сборных Украины разных возрастов. В 2010 году перешёл в донецкий «Шахтёр», выступал за академию «горняков», «Шахтёр-3», юношескую и молодёжную команды.
Накануне сезона 2013/14 на правах аренды перешёл в мариупольский «Ильичёвец». 10 августа 2013 года дебютировал в составе «Ильичёвца» в Премьер-лиге, выйдя на 85-й минуте матча против «Ворсклы» вместо Давида Таргамадзе. Интересно, что Кулач стал двухсотым игроком мариупольской команды за время её выступлений в высшем дивизионе Чемпионата Украины. Первым забитым мячом Владислав отличился уже в следующем поединке 17 августа 2013 года, поразив ворота донецкого «Металлурга».
В январе 2015 года заключил арендное соглашение с запорожским «Металлургом» сроком на полгода. В июле 2015 года был арендован новичком чемпионата Украины, днепродзержинской «Сталью».
12 января 2016 года был отдан в аренду до конца сезона турецкому клубу «Эскишехирспор».
15 июня 2017 года на своей странице в Instagram известный украинский агент Вадим Шаблий рассказал, что его клиент Владислав Кулач стал игроком «Ворсклы».
4 октября 2018 года во втором туре группового этапа Лиги Европы забил гол в ворота лиссабонского «Спортинга», но «Ворскла» проиграла со счётом 1:2. А уже 25 октября Владислав Кулач забил в ворота «Карабаха», а «Ворскла» победила 1:0. Тем самым Владислав принёс своей команде первую победу в Лиге Европы.
Летом 2019 года на правах аренды перешёл в венгерский «Гонвед».
В январе 2020 года подписал полуторагодичный контракт с полтавской «Ворсклой». 17 апреля 2021 года в домашнем матче 22-го тура чемпионата Украины забил три гола за «Ворсклу» в ворота «Зари» (4:2), отметившись своим первым хет-триком в карьере. 9 мая 2021 года, отметившись голом с пенальти в ворота ФК «Минай», установил клубный рекорд «Ворсклы» по забитым голам за сезон — 15 голов и стал лучшим бомбардиром чемпионата Украины сезона 2020/21.
28 июля 2021 года как свободный агент подписал контракт с киевским «Динамо» по схеме 2+1.

## Сборная
4 июня 2013 года Кулач впервые дебютировал за украинскую «молодёжку», заменив на 58-й минуте Виталия Буяльского в матче против сверстников из Словении.

## Достижения

### Командные
- Бронзовый призёр чемпионата Украины: 2016/17
- Бронзовый призёр чемпионата Украины: 2017/18
- Финалист Кубка Украины: 2019/20

### Личные
- Лучший бомбардир украинской Премьер-лиги: 2020/21 (15 голов).
- Лучший футболист месяца чемпионата Украины: — октябрь 2020[17]
- Рекордсмен клуба «Ворскла» по количеству голов в одном сезоне чемпионата Украины: 2020/21 (15 голов)[13].